# Каракоса
Каракоса (азерб. Qarakosa) — посёлок городского типа в Азербайджане.
Недалеко от посёлка находится ж/д станция Йени Алят.
Получил статус посёлка в 2006 году.
Находится в Карадагском районе Баку, очень близко к Аляту.
Основан в 1990-е годы.